# Fußball-Club St. Pauli von 1910 2022-2023
Questa voce raccoglie le informazioni riguardanti il Fußball-Club St. Pauli von 1910 nelle competizioni ufficiali della stagione 2022-2023.

## Stagione
Nella stagione 2022-2023 il St. Pauli, allenato da Timo Schultz e Fabian Hürzeler, concluse il campionato di 2. Bundesliga al 5º posto. In Coppa di Germania il St. Pauli fu eliminato al secondo turno dal Friburgo.

## Rosa
Aggiornata al 2 gennaio 2023.
| N. |                        | Ruolo | Calciatore         |
| -- | ---------------------- | ----- | ------------------ |
| 1  | Germania (bandiera)    | P     | Dennis Smarsch     |
| 2  | Grecia (bandiera)      | D     | Manōlīs Saliakas   |
| 3  | Estonia (bandiera)     | D     | Karol Mets         |
| 5  | Kosovo (bandiera)      | C     | Betim Fazliji      |
| 6  | Germania (bandiera)    | D     | Christopher Avevor |
| 7  | Australia (bandiera)   | C     | Jackson Irvine     |
| 8  | Svezia (bandiera)      | C     | Eric Smith         |
| 9  | Brasile (bandiera)     | A     | Maurides           |
| 10 | Germania (bandiera)    | C     | Marcel Hartel      |
| 11 | Germania (bandiera)    | A     | Johannes Eggestein |
| 13 | Germania (bandiera)    | C     | Lukas Daschner     |
| 14 | Togo (bandiera)        | A     | Etienne Amenyido   |
| 15 | Germania (bandiera)    | D     | Marcel Beifus      |
| 16 | Germania (bandiera)    | C     | Carlo Boukhalfa    |
| 17 | Inghilterra (bandiera) | A     | Oladapo Afolayan   |
| 18 | Croazia (bandiera)     | C     | Jakov Medić        |
| 19 | Germania (bandiera)    | D     | Luca-Milan Zander  |
| 20 | Nigeria (bandiera)     | C     | Aremu Afeez        |

| N. |                                 | Ruolo | Calciatore        |
| -- | ------------------------------- | ----- | ----------------- |
| 21 | Germania (bandiera)             | D     | Lars Ritzka       |
| 22 | Bosnia ed Erzegovina (bandiera) | P     | Nikola Vasilj     |
| 23 | Kosovo (bandiera)               | D     | Leart Paqarada    |
| 24 | Australia (bandiera)            | C     | Connor Metcalfe   |
| 25 | Polonia (bandiera)              | D     | Adam Dźwigała     |
| 26 | Germania (bandiera)             | A     | Elias Saad        |
| 27 | Germania (bandiera)             | A     | David Otto        |
| 28 | Germania (bandiera)             | P     | Sören Ahlers      |
| 29 | Germania (bandiera)             | C     | Niklas Jessen     |
| 30 | Germania (bandiera)             | P     | Sascha Burchert   |
| 31 | Germania (bandiera)             | C     | Franz Roggow      |
| 32 | Germania (bandiera)             | D     | Jannes Wieckhoff  |
| 34 | Germania (bandiera)             | A     | Igor Matanović    |
| 40 | Germania (bandiera)             | P     | Jhonny Peitzmeier |
| -- | Germania (bandiera)             | A     | Serhat Imsak      |
| -- | Germania (bandiera)             | C     | Nathanael Kukanda |
| -- | Austria (bandiera)              | D     | David Nemeth      |

## Maglie e sponsor
Il fornitore tecnico per la stagione 2022-2023 è DIIY, una linea di forniture sportive autoprodotte dalla stessa squadra del Sankt Pauli. Lo sponsor ufficiale è Congstar.
| 1ª divisa | 2ª divisa |

## Calciomercato

### Sessione estiva
| Acquisti | Acquisti           | Acquisti          | Acquisti                            |
| R.       | Nome               | da                | Modalità                            |
| -------- | ------------------ | ----------------- | ----------------------------------- |
| D        | David Nemeth       | Magonza           | acquisto definitivo (1,3 milioni €) |
| D        | Betim Fazliji      | San Gallo         | acquisto definitivo (800 mila €)    |
| A        | Johannes Eggestein | Anversa           | acquisto definitivo (600 mila €)    |
| A        | David Otto         | Hoffenheim        | acquisto definitivo (150 mila €)    |
| D        | Manōlīs Saliakas   | PAS Giannina      | acquisto definitivo (gratuito)      |
| C        | Connor Metcalfe    | Melbourne City    | acquisto definitivo (gratuito)      |
| P        | Sascha Burchert    | Greuther Fürth    | acquisto definitivo (gratuito)      |
| C        | Carlo Boukhalfa    | Friburgo          | acquisto definitivo                 |
| D        | Marvin Senger      | Kaiserslautern    | fine prestito                       |
| C        | Christian Viet     | Borussia Dortmund | fine prestito                       |

| Cessioni | Cessioni              | Cessioni           | Cessioni                            |
| R.       | Nome                  | a                  | Modalità                            |
| -------- | --------------------- | ------------------ | ----------------------------------- |
| A        | Daniel-Kofi Kyereh    | Friburgo           | cessione definitiva (4,5 milioni €) |
| A        | Guido Burgstaller     | Rapid Vienna       | cessione definitiva (500 mila €)    |
| C        | Christian Viet        | Jahn Ratisbona     | cessione definitiva (gratuita)      |
| C        | Finn Ole Becker       | Hoffenheim         | cessione definitiva (gratuita)      |
| D        | James Lawrence        | Norimberga         | cessione definitiva (gratuita)      |
| D        | Philipp Ziereis       | LASK               | cessione definitiva (gratuita)      |
| C        | Maximilian Dittgen    | Ingolstadt 04      | cessione definitiva (gratuita)      |
| C        | Rico Benatelli        | Austria Klagenfurt | cessione definitiva (gratuita)      |
| A        | Simon Makienok        | Horsens            | cessione definitiva (gratuita)      |
| C        | Christopher Buchtmann | Oldenburg          | cessione definitiva (gratuita)      |
| D        | Marvin Senger         | Duisburg           | ?                                   |
| D        | Sebastian Ohlsson     |                    | svincolato                          |

### Sessione invernale
| Acquisti | Acquisti         | Acquisti              | Acquisti                         |
| R.       | Nome             | da                    | Modalità                         |
| -------- | ---------------- | --------------------- | -------------------------------- |
| A        | Maurides         | Radomiak Radom        | acquisto definitivo (500 mila €) |
| A        | Elias Saad       | Eintracht Norderstedt | acquisto definitivo              |
| D        | Karol Mets       | Zurigo                | prestito (30.6.2023)             |
| A        | Oladapo Afolayan | Bolton                | acquisto definitivo              |

| Cessioni | Cessioni | Cessioni | Cessioni |
| R.       | Nome     | a        | Modalità |
| -------- | -------- | -------- | -------- |
|          |          |          |          |

## Risultati

### 2. Fußball-Bundesliga
| Arbitro: | Heft |

|                                             |           |                          |
| Irvine 24’ Paqarada 37’ (rig.) Daschner 39’ | Marcatori | 46’ Duah 90+3’ Valentini |

| Arbitro: | Zwayer |

|                          |           |                           |
| Kerk 33’ (rig.) Köhn 71’ | Marcatori | 4’ Eggestein 90+5’ Irvine |

| Arbitro: | Osmers |

|                     |           |           |
| Boyd 9’ Redondo 86’ | Marcatori | 88’ Medić |

| Arbitro: | Badstübner |

|                              |           |  |
| Eggestein 3’, 14’ Hartel 77’ | Marcatori |  |

| Arbitro: | Dingert |

|                       |           |  |
| Pröger 4’ Verhoek 17’ | Marcatori |  |

| Arbitro: | Aytekin |

|                           |           |                            |
| Amenyido 84’ Nemeth 90+3’ | Marcatori | 44’ Pieringer 90+2’ Conteh |

| Arbitro: | Petersen |

|                              |           |                         |
| Hrgota 48’ Irvine 52’ (aut.) | Marcatori | 19’ Hartel 85’ Metcalfe |

| Arbitro: | Petersen |

|            |           |              |
| Irvine 38’ | Marcatori | 71’ Kinsombi |

| Arbitro: | Winter |

|                             |           |  |
| Albers 8’ (rig.) Albers 41’ | Marcatori |  |

| Amburgo 1 ottobre 2022, ore 20:30 UTC+2 10ª giornata | St. Pauli          | 0 – 0 referto | Heidenheim | Millerntor-Stadion (29.242 spett.)\| Arbitro: \| Waschitzki-Günther \| |
| Arbitro:                                             | Waschitzki-Günther |               |            |                                                                        |

| Arbitro: | Stegemann |

|                         |           |              |
| Pherai 77’ Pherai 90+4’ | Marcatori | 68’ Saliakas |

| Arbitro: | Aytekin |

|                               |           |  |
| Smith 61’ Hartel 74’ Otto 89’ | Marcatori |  |

| Arbitro: | Cortus |

|                     |           |  |
| Serra 76’ Serra 84’ | Marcatori |  |

| Arbitro: | Dankert |

|              |           |              |
| Daschner 69’ | Marcatori | 60’ Ronstadt |

| Arbitro: | Willenborg |

|              |           |  |
| Hennings 22’ | Marcatori |  |

| Amburgo 8 novembre 2022, ore 18:30 UTC+1 16ª giornata | St. Pauli | 0 – 0 referto | Holstein Kiel | Millerntor-Stadion (29.546 spett.)\| Arbitro: \| Sather \| |
| Arbitro:                                              | Sather    |               |               |                                                            |

| Arbitro: | Lechner |

|                                                           |           |                                                    |
| Schleusener 12’ Wanitzek 16’ Schleusener 31’ Kaufmann 50’ | Marcatori | 24’ Eggestein 35’ Eggestein 43’ Smith 61’ Daschner |

| Arbitro: | Lossius |

|  |           |           |
|  | Marcatori | 33’ Medić |

| Arbitro: | Gerach |

|                           |           |  |
| Daschner 17’ Metcalfe 27’ | Marcatori |  |

| Arbitro: | Petersen |

|              |           |  |
| Metcalfe 72’ | Marcatori |  |

| Arbitro: | Alt |

|          |           |                      |
| Atik 39’ | Marcatori | 74’ Irvine 88’ Medić |

| Arbitro: | Brand |

|            |           |  |
| Irvine 26’ | Marcatori |  |

| Arbitro: | Aarnink |

|                 |           |                           |
| Mets 51’ (aut.) | Marcatori | 15’ Daschner 42’ Daschner |

| Arbitro: | Zwayer |

|                           |           |         |
| Saliakas 13’ Afolayan 55’ | Marcatori | 6’ Ache |

| Arbitro: | Aytekin |

|  |           |                                                                |
|  | Marcatori | 19’ Saliakas 24’ Daschner 25’ Afolayan 45+3’ Irvine 88’ Irvine |

| Arbitro: | Dankert |

|                  |           |  |
| Owusu 23’ (aut.) | Marcatori |  |

| Arbitro: | Dingert |

|  |           |            |
|  | Marcatori | 41’ Hartel |

| Arbitro: | Hartmann |

|           |           |                             |
| Medić 85’ | Marcatori | 1’ Multhaup 25’ Wintzheimer |

| Arbitro: | Jablonski |

|                                                |           |                                  |
| David 44’ Jatta 48’ Heyer 52’ Medić 78’ (aut.) | Marcatori | 36’ Saliakas 71’ Saad 79’ Irvine |

| Arbitro: | Burda |

|                         |           |               |
| Hartel 53’ Daschner 69’ | Marcatori | 73’ Consbruch |

| Arbitro: | Reichel |

|  |           |                                |
|  | Marcatori | 45’ Dźwigała 57’ Saad 84’ Otto |

| Amburgo 13 maggio 2023, ore 20:30 UTC+2 32ª giornata | St. Pauli  | 0 – 0 referto | Fortuna Düsseldorf | Millerntor-Stadion (29.546 spett.)\| Arbitro: \| Jöllenbeck \| |
| Arbitro:                                             | Jöllenbeck |               |                    |                                                                |

| Arbitro: | Kampka |

|                                              |           |                                                        |
| Skrzybski 28’ (rig.) Komenda 78’ Reese 90+3’ | Marcatori | 39’ Afolayan 53’ (aut.) Wahl 61’ Daschner 74’ Paqarada |

| Arbitro: | Alt |

|              |           |                   |
| Paqarada 58’ | Marcatori | 45+2’ Schleusener |

### Coppa di Germania
| Arbitro: | Tom Bauer |

|                                          |           |                                        |
| Vicario 19’ Nshimirimana 42’ Vicario 80’ | Marcatori | 26’ Smith 40’ Medić 62’ Otto 90’ Medić |

| Arbitro: | Brych |

|                               |           |              |
| Ginter 90+3’ Gregoritsch 119’ | Marcatori | 42’ Daschner |

## Statistiche

### Statistiche di squadra
| Competizione      | Punti | In casa | In casa | In casa | In casa | In casa | In casa | In trasferta | In trasferta | In trasferta | In trasferta | In trasferta | In trasferta | Totale | Totale | Totale | Totale | Totale | Totale | DR  |
| Competizione      | Punti | G       | V       | N       | P       | Gf      | Gs      | G            | V            | N            | P            | Gf           | Gs           | G      | V      | N      | P      | Gf     | Gs     | DR  |
| ----------------- | ----- | ------- | ------- | ------- | ------- | ------- | ------- | ------------ | ------------ | ------------ | ------------ | ------------ | ------------ | ------ | ------ | ------ | ------ | ------ | ------ | --- |
| 2. Bundesliga     | 55    | 17      | 9       | 7       | 1       | 24      | 11      | 17           | 7            | 3            | 7            | 31           | 28           | 34     | 16     | 10     | 8      | 55     | 39     | +16 |
| Coppa di Germania | -     | 0       | 0       | 0       | 0       | 0       | 0       | 2            | 1            | 0            | 1            | 5            | 5            | 2      | 1      | 0      | 1      | 5      | 5      | 0   |
| Totale            | -     | 17      | 9       | 7       | 1       | 24      | 11      | 19           | 8            | 3            | 8            | 36           | 33           | 36     | 17     | 10     | 9      | 60     | 42     | +18 |

### Statistiche individuali
| Giocatore    | 2. Bundesliga | 2. Bundesliga | 2. Bundesliga | 2. Bundesliga | Coppa di Germania | Coppa di Germania | Coppa di Germania | Coppa di Germania | Totale   | Totale | Totale      | Totale     |
| Giocatore    | Presenze      | Reti          | Ammonizioni   | Espulsioni    | Presenze          | Reti              | Ammonizioni       | Espulsioni        | Presenze | Reti   | Ammonizioni | Espulsioni |
| ------------ | ------------- | ------------- | ------------- | ------------- | ----------------- | ----------------- | ----------------- | ----------------- | -------- | ------ | ----------- | ---------- |
| A. Afeez     | 17            | 0             | 3             | 0             | 1                 | 0                 | 1                 | 0                 | 18       | 0      | 4           | 0          |
| O. Afolayan  | 16            | 3             | 5             | 1             | 0                 | 0                 | 0                 | 0                 | 16       | 3      | 5           | 1          |
| E. Amenyido  | 13            | 1             | 1             | 0             | 1                 | 0                 | 0                 | 0                 | 14       | 1      | 1           | 0          |
| M. Beifus    | 9             | 0             | 2             | 0             | 1                 | 0                 | 0                 | 0                 | 10       | 0      | 2           | 0          |
| C. Boukhalfa | 9             | 0             | 2             | 0             | 1                 | 0                 | 0                 | 0                 | 10       | 0      | 2           | 0          |
| L. Daschner  | 34            | 9             | 4             | 0             | 2                 | 1                 | 1                 | 0                 | 36       | 10     | 5           | 0          |
| A. Dźwigała  | 19            | 1             | 1             | 0             | 2                 | 0                 | 1                 | 0                 | 21       | 1      | 2           | 0          |
| J. Eggestein | 21            | 5             | 0             | 0             | 2                 | 0                 | 0                 | 0                 | 23       | 5      | 0           | 0          |
| B. Fazliji   | 19            | 0             | 1             | 1             | 2                 | 0                 | 1                 | 0                 | 21       | 0      | 2           | 1          |
| M. Hartel    | 34            | 5             | 1             | 0             | 2                 | 0                 | 0                 | 0                 | 36       | 5      | 1           | 0          |
| J. Irvine    | 33            | 8             | 8             | 0             | 2                 | 0                 | 1                 | 0                 | 35       | 8      | 9           | 0          |
| I. Matanović | 18            | 0             | 3             | 0             | 2                 | 0                 | 0                 | 0                 | 20       | 0      | 3           | 0          |
| Maurides     | 7             | 0             | 2             | 0             | 0                 | 0                 | 0                 | 0                 | 7        | 0      | 2           | 0          |
| J. Medić     | 29            | 4             | 4             | 0             | 1                 | 2                 | 0                 | 0                 | 30       | 6      | 4           | 0          |
| C. Metcalfe  | 30            | 3             | 3             | 0             | 1                 | 0                 | 0                 | 0                 | 31       | 3      | 3           | 0          |
| K. Mets      | 17            | 0             | 4             | 0             | 0                 | 0                 | 0                 | 0                 | 17       | 0      | 4           | 0          |
| D. Nemeth    | 11            | 1             | 1             | 0             | 0                 | 0                 | 0                 | 0                 | 11       | 1      | 1           | 0          |
| D. Otto      | 27            | 2             | 2             | 0             | 2                 | 1                 | 0                 | 0                 | 29       | 3      | 2           | 0          |
| L. Paqarada  | 32            | 2             | 4             | 0             | 2                 | 0                 | 1                 | 0                 | 34       | 2      | 5           | 0          |
| L. Ritzka    | 10            | 0             | 1             | 0             | 0                 | 0                 | 0                 | 0                 | 10       | 0      | 1           | 0          |
| E. Saad      | 7             | 2             | 2             | 0             | 0                 | 0                 | 0                 | 0                 | 7        | 2      | 2           | 0          |
| M. Saliakas  | 33            | 4             | 7             | 0             | 1                 | 0                 | 0                 | 1                 | 34       | 4      | 7           | 1          |
| D. Smarsch   | 6             | -10           | 0             | 0             | 1                 | -3                | 0                 | 0                 | 7        | -13    | 0           | 0          |
| E. Smith     | 26            | 1             | 5             | 0             | 2                 | 1                 | 0                 | 0                 | 28       | 2      | 5           | 0          |
| N. Vasilj    | 28            | -28           | 3             | 0             | 1                 | -2                | 0                 | 0                 | 29       | -30    | 3           | 0          |
| J. Wieckhoff | 1             | 0             | 0             | 0             | 1                 | 0                 | 1                 | 0                 | 2        | 0      | 1           | 0          |
| L.-M. Zander | 19            | 0             | 1             | 0             | 1                 | 0                 | 0                 | 0                 | 20       | 0      | 1           | 0          |